# Lewis Strauss
Lewis Lichtenstein Strauss (Charleston, 31 gennaio 1896 – Brandy Station, 21 gennaio 1974) è stato un politico statunitense, considerato una figura di spicco nello sviluppo delle armi nucleari dato che fu per 11 anni componente, prima come Membro e poi come Presidente, della Commissione per l'energia atomica degli Stati Uniti d'America.

## Biografia

### Commissione per l'energia atomica
Nel 1946 il presidente democratico Harry S. Truman nominò Strauss come membro della Commissione per l'energia atomica degli Stati Uniti. Nel 1953 ne divenne presidente, nominato dal nuovo capo di stato repubblicano Dwight D. Eisenhower.

### Caso Oppenheimer e mancata conferma come Segretario al Commercio
Strauss fu la mente delle controverse udienze, tenutesi nell'aprile 1954 davanti alla commissione per la sicurezza del personale dell'AEC, in cui venne revocata l'autorizzazione di sicurezza al fisico J. Robert Oppenheimer, il "padre della bomba atomica". Di conseguenza, Strauss è stato spesso considerato un personaggio dall'influenza negativa nella storia americana.
La nomina di Strauss a Segretario al Commercio da parte di Eisenhower causò una lunga battaglia politica nel 1959, al termine della quale Strauss non fu confermato dal Senato degli Stati Uniti per 3 voti di scarto, due dei quali dei futuri Presidenti John F. Kennedy e Lyndon B. Johnson.

### Ritiro dai ruoli istituzionali
La mancata nomina come membro del Gabinetto fu un grave colpo per Strauss, che non riuscì mai ad accettare completamente la sconfitta. L'evento mise la parola fine alla sua carriera all'interno del Governo americano.

## Nella cultura di massa
Nel film del 2023 Oppenheimer, per la regia di Christoper Nolan, Lewis Strauss è interpretato da Robert Downey Jr.

## Opere
- (EN)  Lewis L. Strauss, Men and Decisions, Volume 10, Doubleday, 1962, ISBN 9781299121713.